# Djałyk
Djałyk (bułg. Дялък) – dawna wieś w środkowej Bułgarii, w obwodzie Gabrowo, w gminie Sewliewo. Według danych Narodowego Instytutu Statystycznego 31 grudnia 2011 roku wieś liczyła 8 mieszkańców. Od 23 marca 2013 roku podlega administracyjnie pod obszar wsi Stołyt,